# Alice Carter Cook
Alice Carter Cook (8 avril 1868 - 14 juin 1943), (née Alice Carter), est une botaniste et auteure américaine dont les collections de plantes sont maintenant détenues par la Smithsonian Institution et l'Académie des sciences naturelles de Philadelphie. Alice Cook est la première femme à obtenir un doctorat en botanique dans une université américaine.

## Biographie
Alice Carter est né à New York le 8 avril 1868 de Samuel Thompson Carter et Alantha Carter (née Pratt). Son père est un ecclésiastique à Huntington, New York .
Alice Carter étudie au Mount Holyoke Seminary avant de s'inscrire à l'Université de Syracuse pour son doctorat. Elle obtient son diplôme en 1888, recevant le premier doctorat en botanique pour une femme d'une université américaine.
Alice Carter enseigne à Mount Holyoke pendant trois ans avant de fréquenter l'Université Cornell où elle obtient une maîtrise en botanique en 1892. Cette même année, elle épouse le botaniste Orator Fuller Cook. Le couple voyage ensuite en expéditions en Afrique et aux îles Canaries.
Alice Carter Cook travaille avec la botaniste Henrietta Hooker. Alice a deux fils et deux filles; son fils Robert Carter Cook est généticien et démographe.
Elle meurt le 14 juin 1943. Ses collections de plantes sont données à la Smithsonian Institution et à l'Académie des sciences naturelles.

## Ouvrages
En plus des publications botaniques, Cook rédige plusieurs articles dans le Popular Science Monthly et le Ladies' Home Journal ,,,.
Alice Cook écrit également un profil anthropologique des peuples autochtones des îles Canaries et publié des poèmes, des nouvelles et deux pièces de théâtre .